# Octaspidiotus stauntoniae
Octaspidiotus stauntoniae är en insektsart som först beskrevs av Takahashi 1933.  Octaspidiotus stauntoniae ingår i släktet Octaspidiotus och familjen pansarsköldlöss. Inga underarter finns listade i Catalogue of Life.